# Messuby församling
Messuby församling eller Tammerfors Messuby församling (på finska Messukylän seurakunta också Tampereen Messukylän seurakunta) är en evangelisk luthersk församling som verkar i Tammerfors. Församlingen tillhör Tammerfors kyrkliga samfällighet. Messuby församling skötte ända sedan medeltiden den svenska församlingsverksamheten i dagens Tammerforsregion.
Messuby församling är stor till ytan. Det omfattar områdena Messuby, Annala, Haihara, Kaukajärvi, Hankkio, Lukonmäki, Turtola, Aakkula, Hakametsä, Huikka, Takahuhdi, Ruotula, Pappila, Ristinarku, Linnainmaa, Leinola, Holvasti och Vehmainen.

## Historik
Messuby bildades troligen som kapellförsamling för socknen Birkala i början av 1400-talet. Den första kyrka byggdes troligen i början av 1430-talet. Byggandet av stenkyrkan tros ha skett mellan 1510 och 1530.
Efter övergången till lutherdomen blev Messuby 1636 en självständig församling. Teisko blev i sin tur kapellförsamling. 1779 grundades Tammerfors stad, som kyrkligt blev kvar i Messuby socken.
Under det ryska tiden inleddes industrialiseringen. Tammerfors började växa. Och en ny tegelkyrka byggdes i Messuby 1879. Kommunförordningen 1865 som delade upp kyrklig och kommunal förvaltning ledde till bildandet av kommunerna Messuby (finska: Messukylä) och Teisko, men det dröjde till 1904 innan Teisko och Tammerfors blev självständiga församlingar.
I inbördeskriget 1918 kom Messuby att stå mitt i de mest tragiska krigshändelserna. År 1924 skildes Aitolahti också från Messuby som en självständig kommun och församling. 1923 blev Tammerfors en domkyrkoförsamling. När staden växte bildades också flera församlingar som ingick i en ekonomisk gemenskap. Tammerfors delades första gången på språklig grund 1926.
Efter andra världskriget slogs Messuby kommun samman med Tammerfors 1947, vilket ledde till att församlingen gick med i församlingarnas gemensamma ekonomi året därpå. 1953 avskildes församlingarna Pynike, Kaleva, Viinika och Härmälä från Domkyrkoförsamlingen. När Aitolahti kommun slogs samman med Tammerfors 1966 ingick också församlingen i Tammerforsförsamlingarnas gemensamma ekonomi. Detsamma hände med Teisko 1972. Församlingarna levde vidare och bevarade en lokal identitet. Med befolkningsökningen blev Messuby den största församlingen i Tammerfors. Det var därifrån Hervanta separerades 1980
Trots att det geografiska området har minskat har ändå antalet medlemmar i området ökat.
År 2014 upphörde gamla Messuby församling och en ny finsk Messukylän seurakunta grundades, som även omfattade Aitolahti och Teisko församlingar. Bildandet av en ny församling med samma namn som en tidigare församling anses ha en psykologisk betydelse för att ingen skall uppleva att man blivit överkörd av en annan församling.

### Kyrkoherdar[7]
- Severinus Matthiae Birkelman (1636–60)
- Magnus Canuti Wallaeus (1661–86)
- Nicolaus Agricola (1687/86–90)
- Gustavus Lilius (1690–1706/09)
- Ericus Indrenius (1706/09–17)
- Henrik Lilius (1717–22)
- Thomas Forselius (1718/22–30)
- Henrik Gustafs son Lilius (1730–45)
- Anders Henriks son Lilius (1745–71)
- Gustaf Andersison Lilius senior (1771–82/83)
- Gustaf Gustafsson Lilius den yngre (1783–1806/07)
- Henrik Weckman (1810–21/24)
- Abraham Lilius (1826–48)
- Jonas Gabriel Taxell (1850–52)
- Anders August von Pfaler (1856–57)
- Josef Grönberg (1861–1903)
- Kaarlo Magnus Olander (1904–33)
- Toivo Aaroni Koskela (1934–47)
- Mauri Lehtonen (1949–68)
- Oke Tenhunen (1969–78)
- Jouko Sihvo (1978–82)
- Juhani Päätalo (1983–93)
- Juha Kauppinen (1993–2007)
- Jari Nurmi (2007–14)
- Juha Vuorio (2014–20)
- Juha Itkonen (2020–)